# Morghan King
Morghan Whitney King (Seattle, 8 ottobre 1985) è una sollevatrice statunitense, che ha rappresentato gli Stati Uniti ai Giochi olimpici di Rio de Janeiro 2016 nella categoria fino a 48 kg.
Ai Campionati panamericani di sollevamento pesi di Città del Guatemala 2019 ha vinto la medaglia di bronzo nella categoria fino a 49 kg.